# 河源話
河源話，是客家语的一种方言，主要使用於廣東省河源市的源城區、東源縣。根據1987年版的《中國語言地圖集》，河源話被歸類在客家語粵中片，而在2012年發布的《中國語言地圖集》第二版則被歸類在客家語粵台片龍華小片。

## 概況
河源客家语說從中原地區語言演變而成的。客家祖先原居住在中原一帶，由於歷史原因，歷經了東晉、唐末和宋、元、明三大時期第大遷徙。先在贛南、閩西、粵東北地區定居。定居後與南方當地人相處，在遷徙過程及定居後接觸龍來自各地的人，而夾雜不少各地方言，使語言（ 河源話）產生不同程度的變化。

## 語音

### 聲母
河源話總共有19個聲母。
| p 斧扁幫八  | pʰ 部刨潘拔  | m 武滿門武 | f 火快方罰 | ʋ 禾圍碗滑 |
| t 肚短釘塔  | tʰ 兔道湯毒  | n 內惱南膿 |            | l 路老朗錄 |
| t͡s 借針爭桌 | t͡sʰ 初造此蟲 |            | s 寫詩手食 |            |
| k 古街講腳  | kʰ 橋櫃缺共  | ŋ 牙岸外岩 | h 曉苦風學 | ʔ 安暗一屋 |
|             |              | ɲ 耳日牛弱 |            | j 腰遠益用 |

### 韻母
河源話總共有46個韻母。
| a爬家  | aɪ買界  | aʊ老高  | am男敢  | an眼層  | aŋ生耕  | ap雜鴨  | at辣北  | ak白隔  |
| o多火  | oɞɪ來灰 | ɞʏ豆走  | ɞm暗森  | oɞn短孫 | ɔŋ堂巷  | ɞp鴿盒  | oɞt渴脫 | ɔk落桌  |
| i紙醫  |         | iʊ酒收  | im深音  | in民證  |         | ip立溼  | it實力  |         |
| ɪa借邪 | ɪɛ米世  | ɪɜʊ超尿 | ɪɜm鉗點 | ɪɛn變千 | ɪaŋ鏡嶺 | ɪɜp接碟 | ɪɛt熱節 | ɪak跡壁 |
| u祖戶  | ᵿɪ雷跪  |         |         | ᵿn穩裙  | ʊŋ送用  |         | ᵿt骨出  | ʊk讀竹  |
| y女樹  | ʏœ茄螺  |         |         | ʏœn健全 | ʏɔŋ涼香 |         | ʏœt月缺 | ʏɔk腳略 |
| m̩五唔  |         |         |         |         |         |         |         |         |

### 聲調
河源話共分7個聲調，其中升調與降調在充當前字時，會變平調。
| 调类 | 陰平  | 阳平  | 上声  | 陰去  | 阳去  | 陰入 | 阳入 |
| ---- | ----- | ----- | ----- | ----- | ----- | ---- | ---- |
| 本調 | 33 ˧˧ | 31 ˧˩ | 35 ˧˥ | 13 ˩˧ | 53 ˥˧ | 5 ˥  | 2 ˨  |
| 標調 |       | 11 ˩˩ | 55 ˥˥ | 33 ˧˧ | 33 ˧˧ |      |      |
| 例字 | 司    | 時    | 死    | 四    | 是    | 溼   | 十   |

（註：該音系記錄來自於《客家古邑方言》
）

## 語音特點

### 聲母
1. 古全濁聲母清話，不論平仄，今讀塞音、塞擦音时一般读为送气音。
2. 保留了「古无轻唇」的特点。各点中古非组都有读重唇的现象，反映了「古无轻唇音」的特点。非敷奉母白读p、pʰ，文读f，微母则几乎都读m。
3. 精知庄章合流，精知庄章组同读舌尖前音t͡s、t͡sʰ、s声母。
4. 泥、疑母逢细音读鼻音声母，与日母白读层合流。泥、疑母在洪音韵母前一般分别读n、ŋ声母，对应非常整齐；在细音韵母前则多读鼻音声母ŋ，和日母白读层合流（日母文读层读j声母）。
5. 尖团不混，见组未腭化，逢细音仍读舌根音声母。
6. 溪母有擦化现象。溪母字一般读kʰ，但也有不少字读擦音声母的。
7. 晓、匣母逢以u为主元音的韵母今读h声母，非敷奉母的文读音也有此特点。
8. 影、云以母字存在零声母与浊近音j、ʋ的对立。

### 韻母
1. 鼻音、塞音韵尾各有三套-m、-n、-ŋ和-p、-t、-k，咸、深摄为-m/p，山、臻、曾摄及梗摄文读为-n/t，宕、江、通摄及梗摄白读为-ŋ/k。
2. 部分韵摄保留了中古一二等有别的特点。
  1. 蟹、山两摄中古一二等的对立保留得较为完整。
  2. 咸摄保留了一二等有别的痕迹。
3. 古合口韵沒有保留u介音。
4. 果摄保留了中占以前带i韵尾的层次，有两种，一种是aɪ，一种是oɞɪ。
5. 蟹摄开口三等和四等全面合流，与止摄开口韵相区分。
6. 臻摄合口有个与山摄一等白读相混的层次，如“盆”=“盘”、“孙”=“酸”。

### 聲調
1. 聲調分陰平、陽平、上聲、陰去、陽去、陰入、陽入7類。
2. 全濁上主要有兩個分化方向，A類（多口語用字）併入陰去，B類（多書面語用字）歸陽去。次濁入兩分，大部分隨全濁入讀陽入調，小部分隨清入讀陰入調。[5]
3. 次濁上也有兩個走向，一類隨全濁上A走，一類與清上合流。次濁入兩分，大部分隨全濁入讀陽入調，小部分隨清入讀陰入調。[5]
4. 次濁入兩分，大部分隨全濁入讀陽入調，小部分隨清入讀陰入調。[5]